# Thalassothérapie
« Thalasso » redirige ici. Pour le film, voir Thalasso (film).

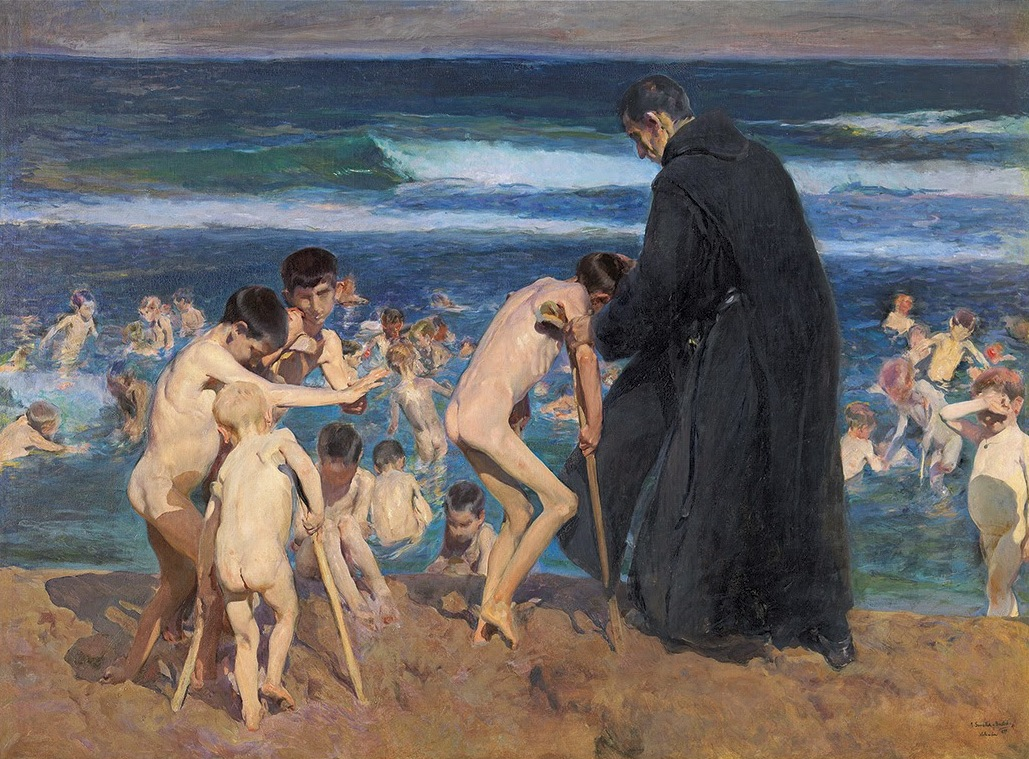
Joaquín Sorolla y Bastida, Triste héritage (1899), Valence, Fondation Bancaja. Enfants infirmes prenant un bain de mer à Valence, au centre deux enfants touchés par la poliomyélite.

La thalassothérapie (du grec thalassa thérapeia : cure de mer) peut se définir comme étant l’utilisation combinée, sous surveillance médicale, dans un but préventif ou curatif, des bienfaits du milieu marin. Ce traitement thérapeutique, obligatoirement pratiqué en bord de mer, est particulièrement indiqué dans les cas de rhumatismes dégénératifs, douleurs vertébrales, certaines affections dermatologiques.

## Histoire
Un médecin de Crémieu, le docteur Joseph La Bonnardière, a inventé le mot thalassothérapie en 1865, à partir de deux mots grecs pour signifier « soigner par la mer ».
En 1888, le docteur Henry Abélanet met au point pour son fils et quelques autres patients une balnéothérapie à l'eau de mer chauffée dans sa villa de Saint Gilles Croix de Vie. En 1894, Boulogne-sur-Mer réunit 150 médecins au premier congrès international des bains de mer et d'hydrologie. En 1899, Louis-Eugène Bagot ouvre un institut de thalassothérapie à Roscoff, en Bretagne, sur les côtes de la Manche.
Trois générations d’instituts vont se succéder :
- avant 1960 : des centres de rééducation fonctionnelle sur le modèle du Dr Bagot ;
- puis les « instituts de thalassothérapie », moins médicalisés, avec un patronage sportif ;
- les « thalasso-spas », plus luxueux, moins médicalisés encore.

En janvier 2015, une nouvelle norme AFNOR est mise en place pour les établissements de thalassothérapie. En 2016, le marché de la thalassothérapie en France dépasse les 150 millions d'euros. En 2018, 20% des Français ont déjà suivi une cure de thalassothérapidate-e selon OpinionWay.

## Description

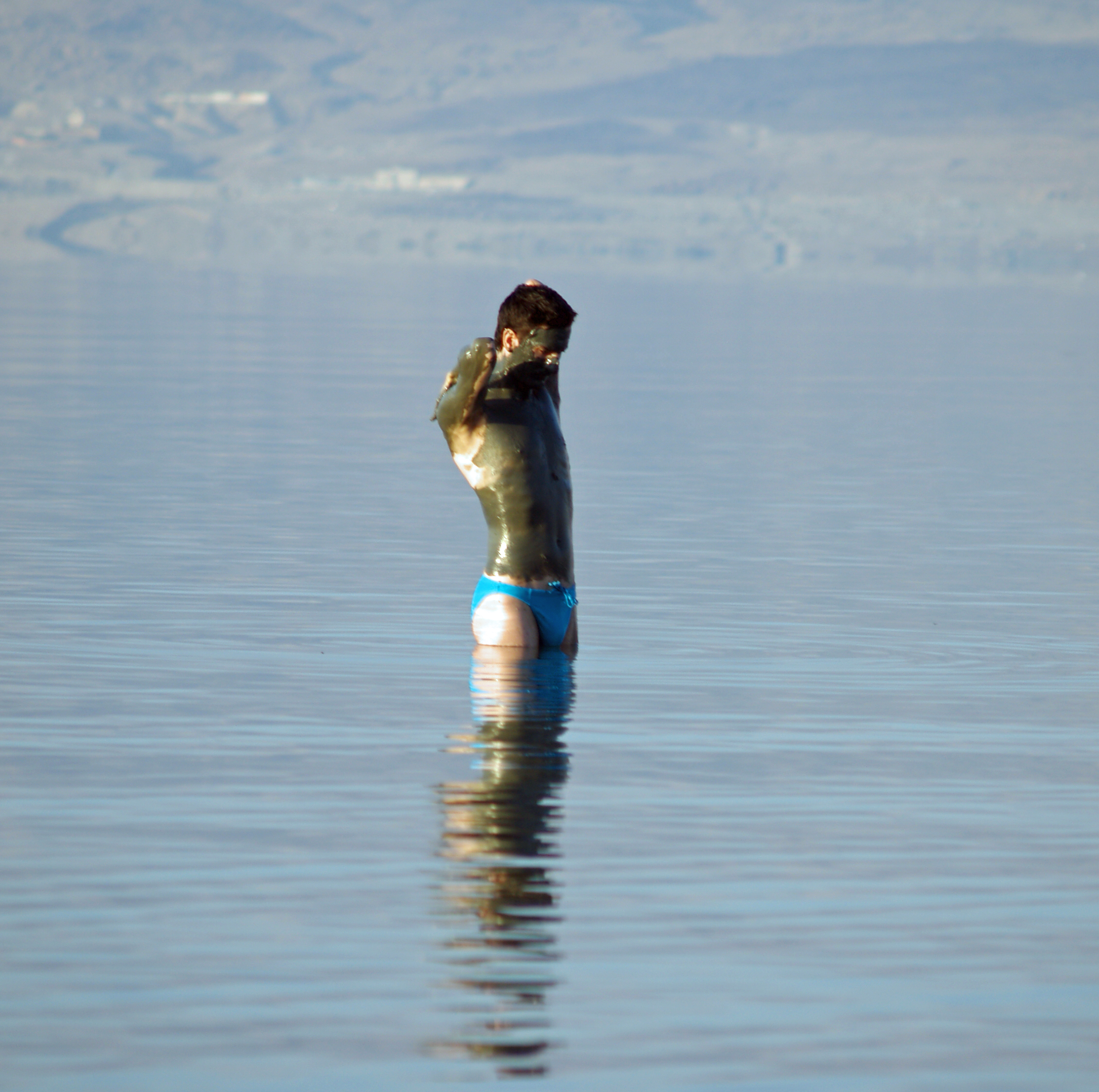
L'eau et la boue de la mer Morte sont supposées avoir des propriétés curatives.

Contrairement à l’univers thermal, l’univers de la thalassothérapie est pour l’essentiel réduit à l’établissement d’autant plus que dans la majorité des cas il possède sa propre structure d’hébergement. À l’inverse, la notoriété de la commune ou du site est un facteur de réussite pour un institut de thalassothérapie.
Les établissements thermaux offrent (aussi) des soins non médicalisés (de confort) appelés souvent « remise en forme ».
Les établissements de thalassothérapie pratiquent l'hydrothérapie en utilisant uniquement de l'eau de mer.
Dans un site marin privilégié, la thalassothérapie est l'utilisation combinée, sous surveillance médicale et dans un but préventif et curatif, des bienfaits du milieu marin qui comprend : le climat marin, l'eau de mer, les boues marines, les algues, les sables et autres substances extraites de la mer.

## Aménagement du territoire
Les établissements de thalassothérapie peuvent installer des systèmes de pompage de l’eau de mer dans les espaces remarquables de la loi littoral. Un « espace remarquable » est inconstructible sauf exception et vise à préserver les espaces terrestres et marins, sites et paysages remarquables ou caractéristiques du patrimoine naturel et culturel du littoral, et les milieux nécessaires au maintien des équilibres biologiques.
La construction des systèmes de pompage étant qualifiée d'« indispensables » ou « inhérentes » aux établissements de thalassothérapie, le juge administratif s'est demandé si la nécessité de proximité immédiate de l'eau pouvait bénéficier des dérogations à l’article L. 121-17 du Code de l’urbanisme.
Par la suite, un décret du 21 mai 2019 permet ces constructions dans les espaces remarquables : « à condition que leur localisation dans ces espaces corresponde à des nécessités techniques, les canalisations nécessaires aux services publics ou aux activités économiques, dès lors qu’elles sont enfouies et qu’elles laissent le site dans son état naturel après enfouissement, et que l’emprise au sol des aménagements réalisés n’excède pas cinq mètres carrés ».
Enfin, la décision du 25 juin 2019 par le ministre confirme le décret précédent dès lors que les systèmes s'avèrent « nécessaires aux établissements de thalassothérapie ».